# Moulin (Luzeray)
Der Moulin ist ein kleiner Fluss im Zentralmassiv von Frankreich, der im Département Allier der Region Auvergne-Rhône-Alpes südlich der Stadt Moulins verläuft.

## Geografie

### Verlauf
Der Moulin entspringt im südwestlichen Gemeindegebiet von Saint-Gérand-de-Vaux einem kleinen Stausee, durchquert im Oberlauf ein künstlich angelegtes Seengebiet, mit Hilfe dessen auch mehrere Wassermühlen betrieben werden, entwässert generell Richtung Nordwest und mündet nach rund 18 Kilometern im Gemeindegebiet von Bessay-sur-Allier im Naturschutzgebiet Val d’Allier. als rechter Nebenfluss in den Luzeray, der kurz danach den Allier erreicht. Im Unterlauf quert der Moulin die Bahnstrecke Moret-Veneux-les-Sablons–Lyon-Perrache.

### Orte am Fluss
(Reihenfolge in Fließrichtung)
- Les Dames, Gemeinde Saint-Gérand-de-Vaux
- Les Courtins, Gemeinde Saint-Gérand-de-Vaux
- Saint-Gérand-de-Vaux
- Les Guichardeaux, Gemeinde Saint-Gérand-de-Vaux
- Les Archimbauds, Gemeinde La Ferté-Hauterive
- Le Pacage, Gemeinde Bessay-sur-Allier